# Lincoln College, Oxford
För andra betydelser, se Lincoln College.

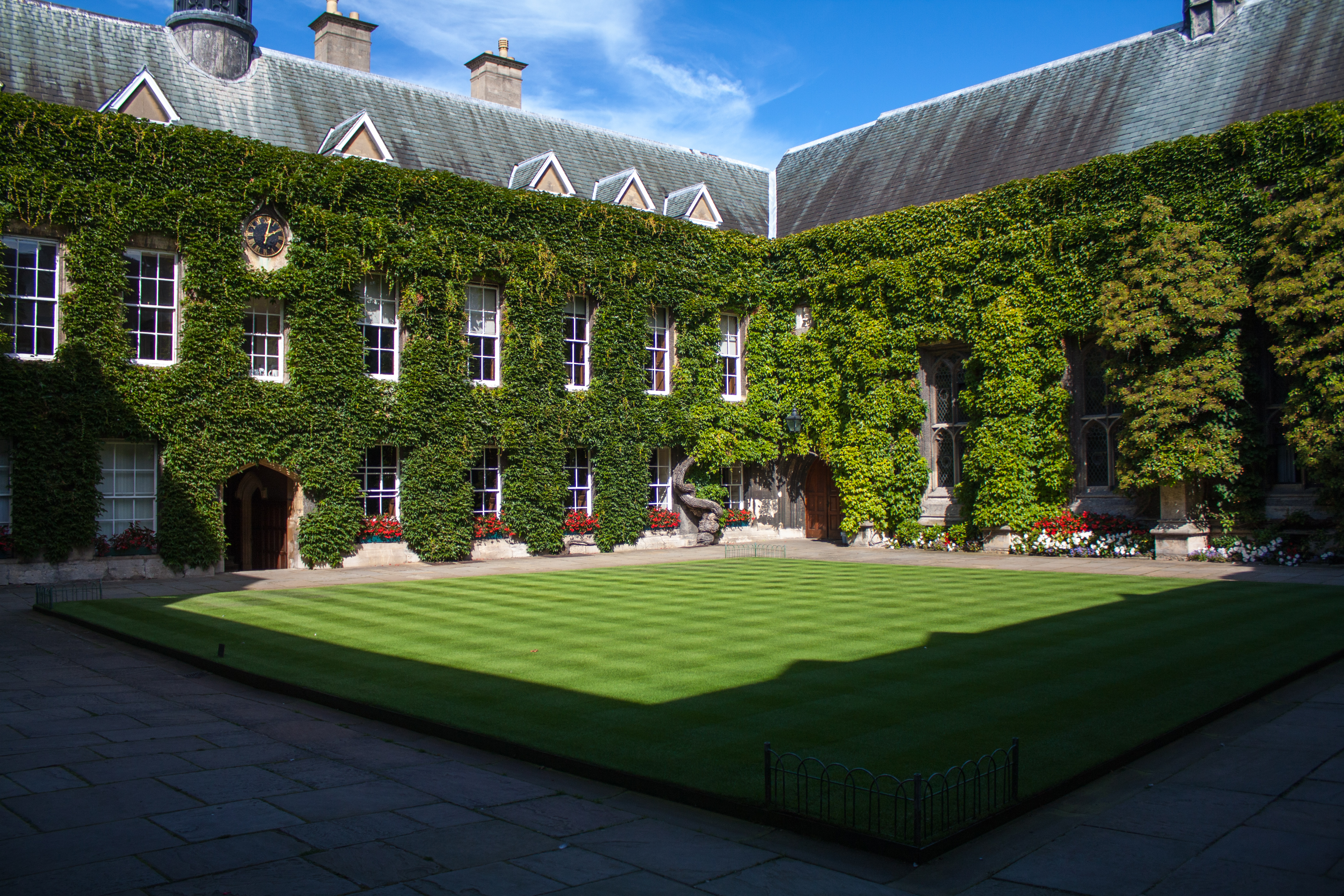
Front Quad, collegets äldsta innergård.

Lincoln College är ett college vid Oxfords universitet i England, beläget vid Turl Street i den centrala delen av Oxfords historiska stadskärna. Colleget grundades 1427 av Richard Fleming, biskop av Lincoln, med privilegier av kung Henrik VI av England.

## Historia

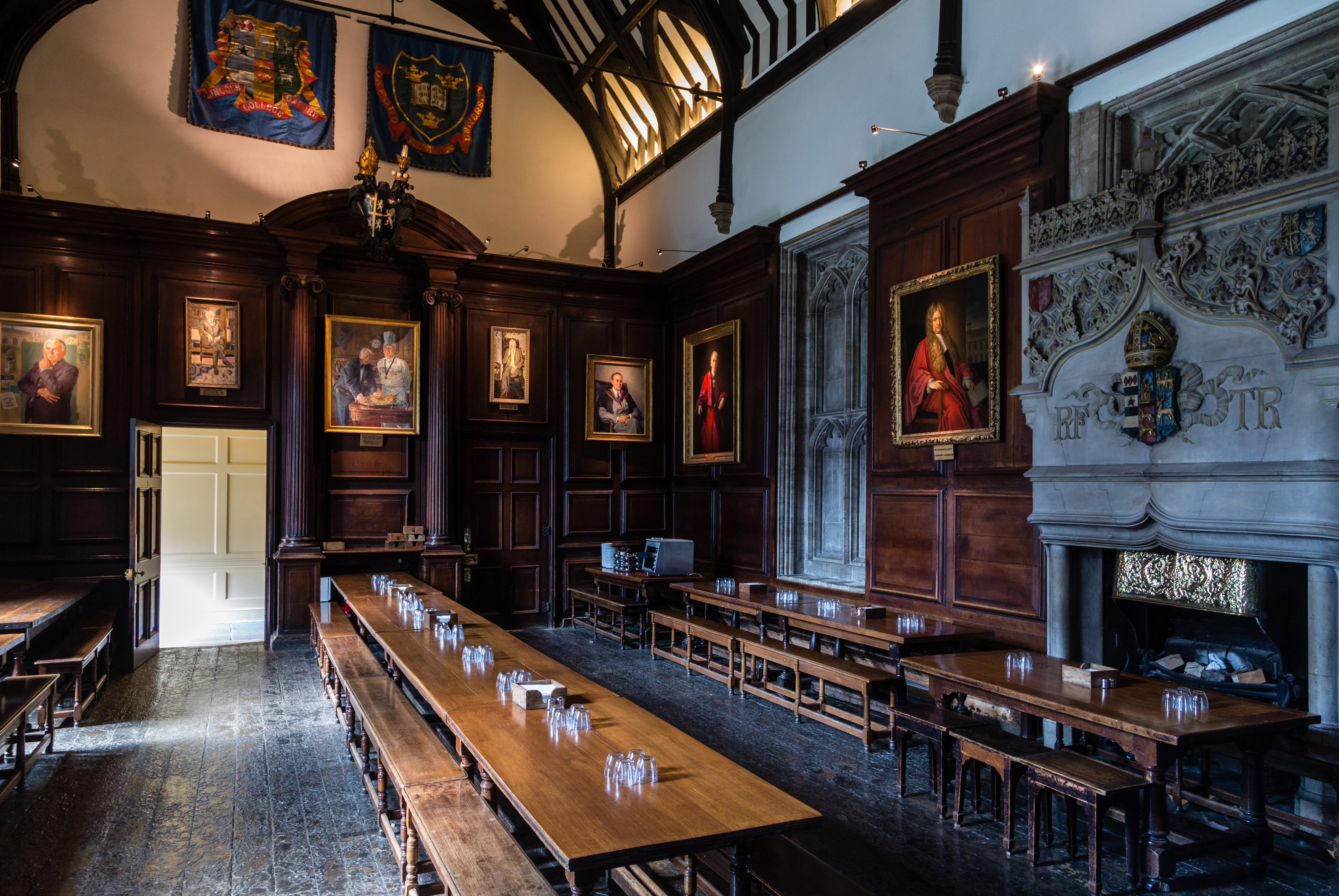
Matsalen

Collegets tre huvudgårdar uppfördes i olika omgångar. Under 1400-talet tillkom Front Quad, som fortfarande bevarar stora delar av den ursprungliga 1400-talskaraktären. Chapel Quad tillkom 1608–1631 och The Grove under 1800-talet. Till skillnad från många andra college saknar colleget modernistiska tillbyggnader och har en relativt enhetlig medeltida byggnadsstil. Collegets bar är inrymt i den traditionella ölkällaren, en av de äldsta delarna av colleget. 
John Wesley, en av grundarna av Metodismen, var lärare vid colleget och höll sina religiösa möten här under 1720- och 1730-talen.

## Kända medlemmar
Till collegets mest kända alumner hör läkaren John Radcliffe, farmakologen och nobelpristagaren Howard Florey (fysiologi eller medicin, 1945), teologen John Wesley, författaren John le Carré, femkamparen och OS-guldmedaljören Steph Cook, poeterna William Davenant och Edward Thomas, den politiska kommentatorn och författaren Rachel Maddow och barnboksförfattaren Dr. Seuss.

## I fiktion
Colleget figurerar i flera litterära verk. C. P. Snows roman Rektorsvalet inspirerades av collegets konservativa miljö, men utspelas i Cambridge. Det har använts flera gånger vid inspelningen av TV-serierna Kommissarie Morse och Kommissarie Lewis. Den historiska kriminalromanen Heresy av S. J. Parris (pseudonym för Stephanie Merritt) utspelas på Lincoln College.